# Jazz Air
Jazz Aviation o Jazz Air è una compagnia aerea regionale canadese, con sede ad Halifax mentre i suoi hub principali sono l'Aeroporto Internazionale di Montréal-Pierre Elliott Trudeau e l'Aeroporto Internazionale di Toronto-Pearson.

## Storia
Air Canada Regional Inc. è stata fondata nel gennaio 2001 tramite la fusione dei vettori Air BC, Air Nova, Air Ontario e Canadian Regional Airlines (poco dopo la fusione tra Canadian Airlines e Air Canada). Le quattro reti hanno iniziato a fondersi nella seconda metà dell'anno mentre nel 2002 è avvenuta la completa integrazione sotto il nuovo marchio "Air Canada Jazz". Nel febbraio 2006 la società ha mutato denominazione legale in Jazz Aviation  pur mantenendo inalterato il marchio "Air Canada Jazz". 
Nel 2010 la società è stata acquistata dal fondo Chorus Aviation. Nel 2011, Air Canada annunciava che nella prima parte dell'anno avrebbe gradualmente eliminato l'uso del nome e della livrea Air Canada Jazz, a favore del marchio Air Canada Express, con il sottotitolo "operato da Jazz" poiché Il contratto tra Jazz e Air Canada sarebbe rimasto in vigore fino al 2035.
Nel marzo 2021 la società ha rilevato le attività precedentemente svolte dal vettore regionale Sky Regional Airlines.

## Flotta

### Flotta attuale

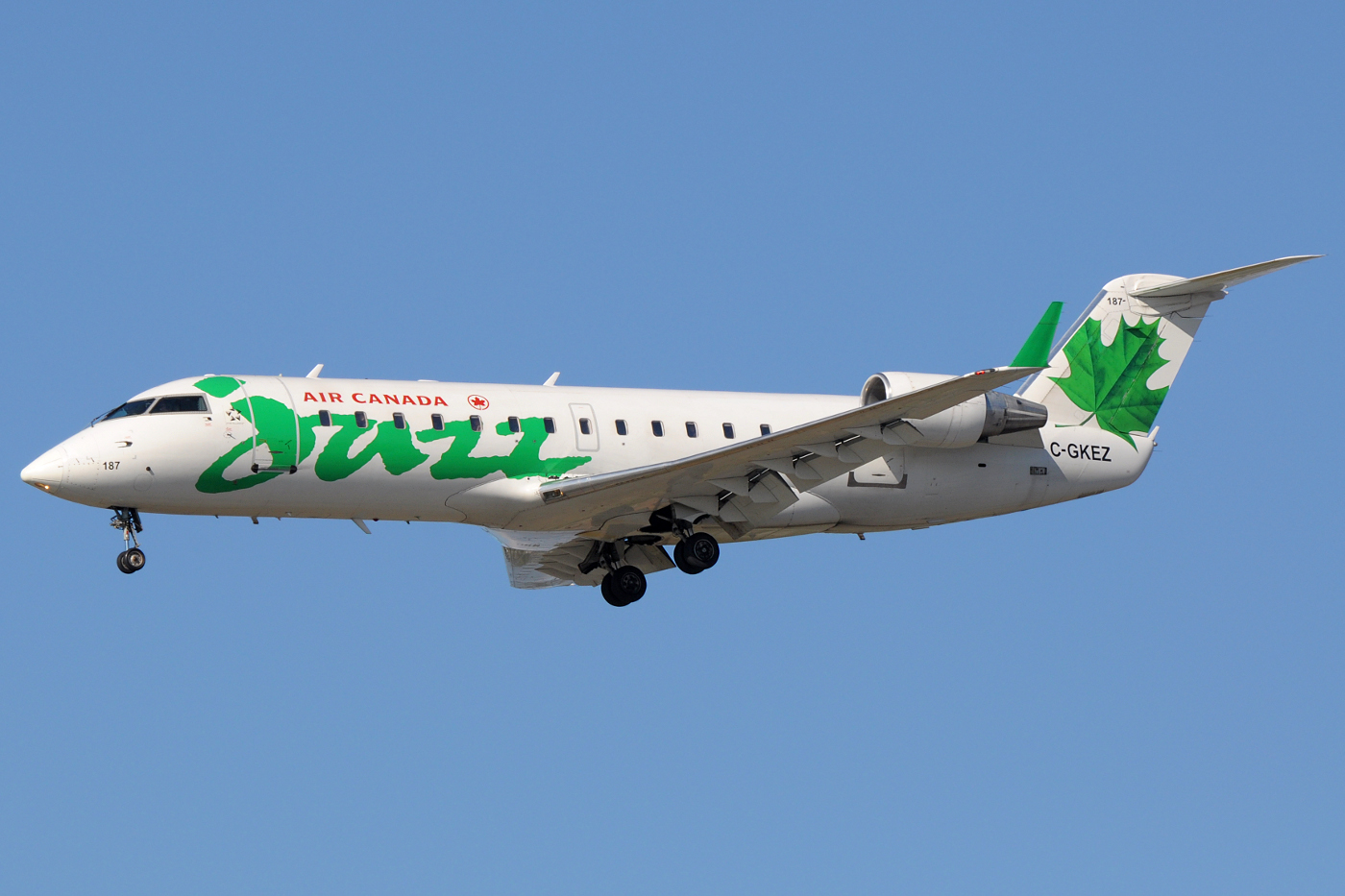
Un Bombardier CRJ-200.

A marzo 2024 la flotta di Jazz Air risulta composta dai seguenti aerei:

### Flotta storica

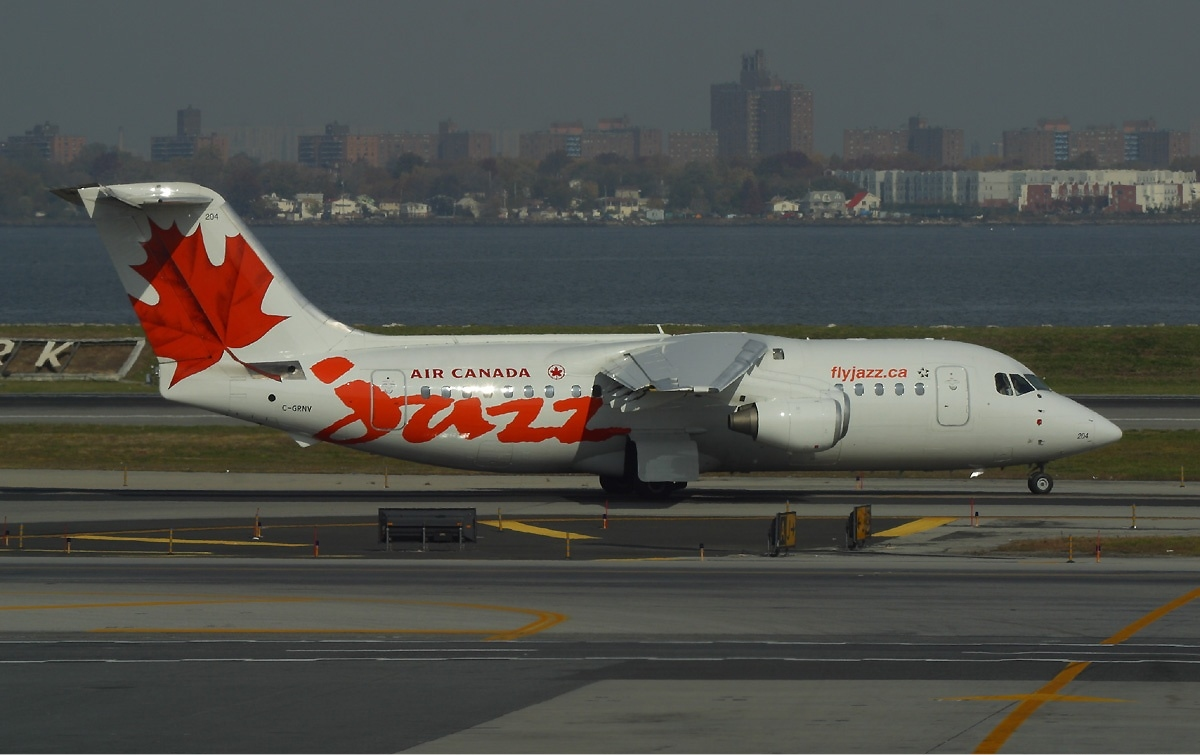
Un British Aerospace 146-200.

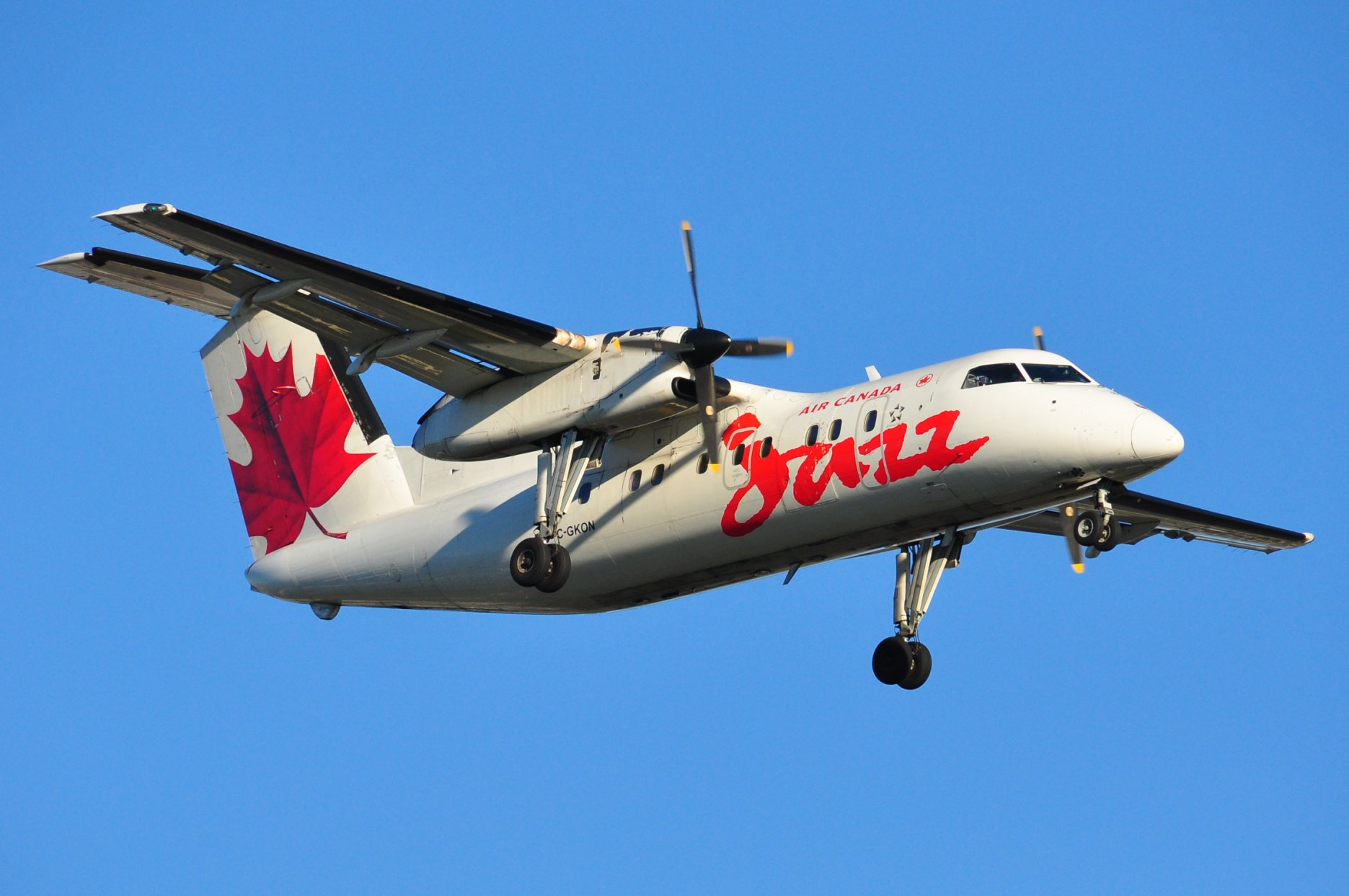
Un De Havilland Canada DHC-8 Dash 8.

Nel corso degli anni Jazz Air ha operato con i seguenti modelli di aeromobili:
- Boeing 757-200
- Bombardier CRJ-705
- Bombardier CRJ-100
- British Aerospace 146-100
- British Aerospace 146-200
- De Havilland Canada Dash 8-100
- De Havilland Canada Dash 8-300